# Velké Popovice
Velké Popovice (în germană Groß Popowitz) este o comună și un sat din districtul Praga-Est din regiunea Boemia Centrală din Republica Cehă. Se află la la 24 km sud-est de Praga și la 8 km sud de Říčany. Are aproximativ 3.100 de locuitori.
În sat se găsește o fabrică de bere bine cunoscută.

## Părți administrative
Satele Brtnice, Dub, Dubiny, Klenové, Krámský, Křivá Ves, Lojovice, Mokřany și Řepčice sunt părți administrative ale comunei Velké Popovice.

## Geografie
Velké Popovice este situat la aproximativ 15 km la sud-est de capitala Praga. Se află în munții Benešov. Cel mai înalt punct este la 485 de metri deasupra nivelului mării. Pârâul Mokřanský curge prin comună și, împreună cu câțiva afluenți fără nume, alimentează mai multe iazuri din zonă.

## Istorie
Primii locuitori ai acestui teritoriu au fost celții, care au locuit aici chiar înainte de Hristos, iar mai târziu au abandonat această așezare. Principalul motiv pentru care s-au stabilit aici au fost zăcămintele de aur. Slavii, care au venit la 500 de ani după Hristos, au locuit într-un oppidum. După anul 1000, deasupra oppidumului s-a înființat satul Adamovice, unde a fost construită o biserică creștină.
Prima mențiune scrisă despre Velké Popovice datează din anul 1332. Satul Adamovice a dispărut în timpul războaielor husite.
O parte din Velké Popovice de astăzi este așa-numitul Todice, un fost sat separat. 

## Economie
Velké Popovice este cunoscut mai ales pentru producția de bere Velkopopovický Kozel. Fabricarea berii în Velké Popovice a fost documentată pentru prima dată în secolul al XVI-lea, iar actuala fabrică de bere a fost fondată în 1874.

## Obiective turistice
Biserica „Maica Domnului a Zăpezii” (Panny Marie Sněžné) este principalul obiectiv turistic din Velké Popovice. Probabil a fost fondată în secolul al XIII-lea, iar forma sa actuală datează din secolul al XVII-lea.